# Ana Laguna
Ana Maria Laguna Caso, född 16 maj 1955 i Zaragoza i Spanien, är en spansk-svensk balettdansös och hovdansare med professors namn.

## Biografi
Laguna växte upp i Spanien och började där studera klassisk balett för María de Ávila och började dansa i en mycket liten kompani Madrid vid 17 års ålder. Kort därefter erbjöds hon arbete vid Cullbergbaletten i Sverige 1974. Hon har där medverkat i de flesta produktioner och fick sitt genombrott i koreografen Mats Eks uppsättning av S:t Göran och draken(1976) och Tjänarinan iBernarda Albas husav Federico Garcia Lorca (1978) i Mats Ek koreografi, under 1980-1981 jobbade hon hos Jiri Kilian, 1981 hade hon titelrollen i Birgit Cullbergs version av Fröken Julie efter Strindbergs drama, där hon dansade med Rudolf Nurejev. Andra uppmärksammade viktiga roller är titelrollen i Mats Eks Giselle (1982) – för vilken hon även fick det franska danspriset Video Dance för Bästa tolkning av Giselle i – en annorlunda Svansjön (1987), Maurice Béjart Sonate a trois och titelrollen i 'Carmen som dansverk, bland andra.  Dansat i många verk av flera viktiga moderna- nutida koreografer under alla år. Samarbetat i flera tillfällen med Pina Bausch.
Hon har också dansat internationellt i dom flesta stora scener runt om i världen med många framstående dansare, till exempel med Mikhail Baryshnikov och i den Prix Italia-belönade TV-filmen Ställe (2009) 1993 lämnade hon arbetet vid Cullbergbaletten för att arbeta som skåderspelare-dansare och har också verkat bland annat som koreografiassistent internationellt parallellt med omfattande pedagogisk verksamhet, bland annat vid Parisoperan, Opéra de Lyon och Compania Nacional de Danza i Madrid. Hon har gästdansat vid Netherlands Dance Theater. Laguna har medverkat i de flesta av maken Mats Eks, produktioner, även på TV och teater, som på Dramaten som titelrollen i Jean Racines drama Andromaque (2002) och i Tjechovs Körsbärsträdgården (2010). På Stockholms stadsteater har hon också medverkat i Eks Dans med nästan (1993) och arbetat med Suzanne Osten i både Mirad - en pojke från Bosnien (1994) och i hennes film Tala! Det är så mörkt (1993). På Orionteatern spelade-dansade hon iPå Malta(1996) och Johanna (1998) och även medverkat på Judiska teatern i Ohad Naharin LOL. Våren 2010 tog hon initiativ till specialföreställningen Dans för Haiti på Dansens hus till stöd för jordbävningsoffer på Haiti.också organiserad dansföreställningar på Dramaten i stöd för Amnesty under 80talet 
2006 blev Laguna den första dansaren utanför Kungliga Baletten att utnämnas till hederstiteln hovdansare. Hon fick Carina Ari-medaljen 1987 (och ingår numera även i Carina Ari-stiftelsens styrelse), det spanska Premio Nacional de Danza av Kulturministeriet 1990. Hon har tilldelats Medalla de Oro de las bellas Artes Spanien, Stockholms Cullbergpris 2002. Hon tilldelades år 2000 till professors namn av regeringen och har även utnämnts till hedersdoktor i Bukarest Universitet, också tilldelas titeln Zaragoza Dotter i födelsestaden Zaragoza. Pris Benois-Massine, Pris Nijinski Montecarlo bland andra utmärkelser.

## Filmografi
- 1982 – Giselle (TV)
- 1990 – Svansjön (TV)
- 1993 – Tala! Det är så mörkt
- 1994 – Carmen (TV)
- 2009 – Ställe  (TV)